# Hrušta (Federacja Bośni i Hercegowiny)
Hrušta – wieś w Bośni i Hercegowinie, w Federacji Bośni i Hercegowiny, w kantonie hercegowińsko-neretwiańskim, w mieście Mostar. W 2013 roku pozostawała niezamieszkana.